# Curt Bois
Curt Bois (Berlín, 5 de abril de 1901 - id., 25 de diciembre de 1991) fue un actor alemán. 
Bois nació en Berlín y comenzó a actuar en 1907, convirtiéndose en uno de los primeros niños actores del cine, con un papel en la película del cine mudo Bauernhaus und Grafenschloß. En 1909, fue el actor principal en Der Kleine Detektiv ('El pequeño detective'). 
La carrera de Bois abarcó ochenta años, un período cuya duración no ha sido superada por otro actor. Su última actuación fue en 1987 en la película Der Himmel über Berlin (El cielo sobre Berlín) de Wim Wenders. A lo largo de su carrera Bois actuó en teatro, cabaret, musicales, y cine mudo y sonoro. 
En 1933 Bois deja Alemania a causa del nazismo, en 1934 se exilia en los Estados Unidos, donde encontró trabajo en  Broadway. En 1937, encuentra trabajo en Hollywood, y comienza a actuar en películas americanas, su papel más conocido fue en Casablanca (1942). Tras la Segunda Guerra Mundial Bois decidió que era seguro volver a Alemania, lo que hizo en 1952. Acabó su vida y su carrera en Alemania, primero en la Alemania Oriental, y más tarde en la Alemania Occidental. Bois murió en Berlín, la ciudad donde nació, a la edad de 90 años.

## Filmografía (parcial)
- Tovarich (1937)
- The Amazing Dr. Clitterhouse (1938)
- El gran vals (The Great Waltz) (1938)
- Hullabaloo (1940)
- That Night in Rio (1941)
- Hold Back the Dawn (1941)
- Casablanca (1942)
- Swing Fever (1943)
- Princess O'Rourke (1943)
- The Desert Song (1943)
- Cover Girl (1944)
- Saratoga Trunk (1945)
- The Spanish Main (1945)
- Arch of Triumph (1948)
- The Woman in White (1948)
- Caught (1949)
- Fortunes of Captain Blood (1950)
- Das Boot ist voll (1981)
- El cielo sobre Berlín (1987)